# Josef Steinhausen
Josef Steinhausen (* 2. Juni 1885 in Euskirchen; † 31. Oktober 1959 in Sieglar) war ein deutscher Lehrer und Archäologe.

## Leben
Nach dem Besuch des Progymnasiums in Euskirchen legte er in Münstereifel das Abitur ab. Anschließend studierte er Latein, Griechisch und Geschichte an der Universität Bonn und wurde 1910 bei August Brinkmann promoviert. Im gleichen Jahr legte er das Staatsexamen ab und begann den Vorbereitungsdienst für das Höhere Lehramt. Von 1914 bis 1918 nahm er am Ersten Weltkrieg teil. Anschließend wurde er Oberlehrer in Mayen. Von 1920 bis zu seiner Pensionierung 1950 war er als Studienrat am Friedrich-Wilhelm-Gymnasium in Trier tätig. Einige seiner Schüler sollen durch seinen Unterricht dazu gebracht worden sein, ein einschlägiges Studium aufzunehmen, z. B. Leo M. Gard.
Steinhausen erforschte ehrenamtlich die Archäologie des Trierer Landes und veröffentlichte wissenschaftliche Arbeiten über seine Forschungen.
1936 wurde er ordentliches Mitglied des Deutschen Archäologischen Instituts. Er wurde 1955 mit dem Bundesverdienstkreuz und 1958 mit dem Ehrensiegel der Stadt Trier ausgezeichnet. In Euskirchen ist die „Dr.-Josef-Steinhausen-Straße“ und in Trier seit 1961 die „Steinhausenstraße“ nach ihm benannt.

## Veröffentlichungen (Auswahl)
- Kōmōidumenoi : de grammaticorum veterum studiis ad homines in comoedia attica irrsos pertinentibus. Dissertation Bonn 1910 (Digitalisat).
- Ortskunde Trier-Mettendorf (= Archäologische Karte der Rheinprovinz. Teil I 1). Hanstein, Bonn 1932.
- Archäologische Siedlungskunde des Trierer Landes. Herausgegeben vom Rheinischen Landesmuseum Trier. Trier 1936